# Spanyolország az 1972. évi téli olimpiai játékokon
Spanyolország a japán Szapporóban megrendezett 1972. évi téli olimpiai játékok egyik részt vevő nemzete volt. Az országot az olimpián 1 sportágban 3 sportoló képviselte, akik összesen 1 érmet szereztek. Spanyolország első aranyérmét szerezte a téli olimpiai játékokon.

## Érmesek
| Érem  | Versenyző                 | Sportág  | Versenyszám      |
| ----- | ------------------------- | -------- | ---------------- |
| Arany | Francisco Fernández Ochoa | Alpesisí | Férfi műlesiklás |

## Alpesisí
Férfi
| Versenyző                 | Versenyszám      | Selejtező | Selejtező | Döntő    | Döntő    | Döntő    | Döntő    | Döntő      | Döntő      |
| Versenyző                 | Versenyszám      | Selejtező | Selejtező | 1. futam | 1. futam | 2. futam | 2. futam | Összesítés | Összesítés |
| Versenyző                 | Versenyszám      | Idő       | Hely.     | Idő      | Hely.    | Idő      | Hely.    | Idő        | Helyezés   |
| ------------------------- | ---------------- | --------- | --------- | -------- | -------- | -------- | -------- | ---------- | ---------- |
| Francisco Fernández Ochoa | Műlesiklás       | kiemelt   | kiemelt   | 55,36    | 1.       | 53,91    | 2.       | 1:49,27    |            |
| Francisco Fernández Ochoa | Óriás-műlesiklás |           |           | kizárták | kizárták | kiesett  | kiesett  | kiesett    | kiesett    |
| Aurelio García            | Műlesiklás       | 1:43,39   | 4.*       | 57,61    | 14.      | 55,51    | 14.      | 1:53,12    | 12.        |
| Aurelio García            | Óriás-műlesiklás |           |           | 1:37,28  | 27.      | 1:42,45  | 25.      | 3:19,73    | 25.        |

Női
| Versenyző     | Versenyszám      | 1. futam      | 1. futam      | 2. futam | 2. futam | Összesítés | Összesítés |
| Versenyző     | Versenyszám      | Idő           | Hely.         | Idő      | Hely.    | Idő        | Helyezés   |
| ------------- | ---------------- | ------------- | ------------- | -------- | -------- | ---------- | ---------- |
| Conchita Puig | Lesiklás         |               |               |          |          | 1:42,37    | 29.        |
| Conchita Puig | Műlesiklás       | nem ért célba | nem ért célba | kiesett  | kiesett  | kiesett    | kiesett    |
| Conchita Puig | Óriás-műlesiklás |               |               |          |          | kizárták   | kizárták   |

* - egy másik versenyzővel azonos eredményt ért el